# Besné
Besné (bret. Gwennenid) – miejscowość i gmina we Francji, w regionie Kraj Loary, w departamencie Loara Atlantycka.
Według danych na rok 2010 gminę zamieszkiwało 2646 osób, a gęstość zaludnienia wynosiła 150 osób/km².